# Пердидо-Ки (парк штата)
Пердидо-Ки — парк штата Флорида (США). Занимает территорию 1,0 км² (247 акров или 100 га). Расположен на барьерном острове в 24 км (15 милях) к юго-западу от города Пенсакола, у шоссе SR 292 (англ.), на северо-западе штата Флорида. Адрес: 12301 Gulf Beach Highway.

## Описание парка
Барьерные острова защищают материковую часть Флориды от штормов и обеспечивают среду обитания для куликов и других прибрежных животных. Широкие белые песчаные пляжи и холмистые песчаные дюны, покрытые морским овсом (англ.) делают его нетронутым оазисом около быстро развивающегося Флоридского выступа (англ.). Пляж предоставляет отличные возможности для купания и принятия солнечных ванн и является общественным рекреационным центром парка. Ещё одним популярным занятием здесь является серф-рыбалка (англ.). Дощатые настилы от парковки позволяют посетителям попасть на пляж, не нанося ущерба хрупким дюнам и пляжной растительности. Крытые столы для пикника с видом на пляж — отличное место для семейных прогулок.
Несколько видов животных, находящихся под угрозой исчезновения, обитают, гнездятся или используют территорию парка. Наиболее примечательным из них является пердидокийская пляжная мышь (англ.). Эта мышь является одним из самых редких млекопитающих Северной Америки и в настоящее время обитает только в двух местах на Земле, оба из которых расположены в Пердидо-Ки. Другое место — район Джонсон-Бич Национального побережья Галф-Айлендс. Мышь была вновь завезена в парк Пердидо-Ки из Джонсон-Бич в феврале 2000 года после нескольких лет отсутствия в парке. Первоначально были перемещены три пары молодых мышей, а в следующем году — еще 16 пар молодых мышей. Популяция этой мыши может сильно варьировать в зависимости от времени года и погодных условий, а также наличия домашних кошек.
Головастые морские черепахи используют пляж для гнездования каждый год. Иногда зелёные морские черепахи и атлантические ридлеи также гнездятся в пределах границ парка.

## Фотографии

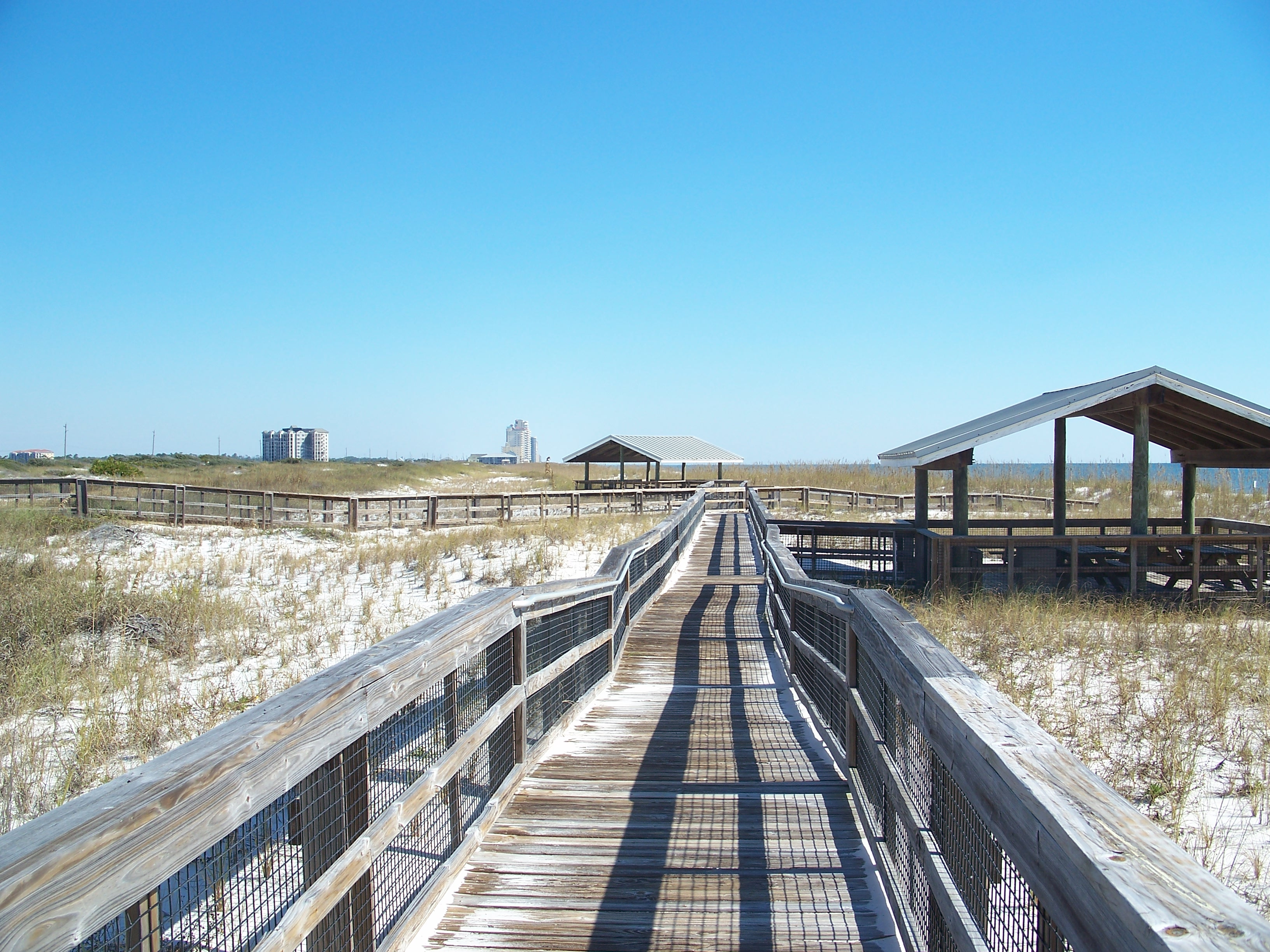
Выход на пляж
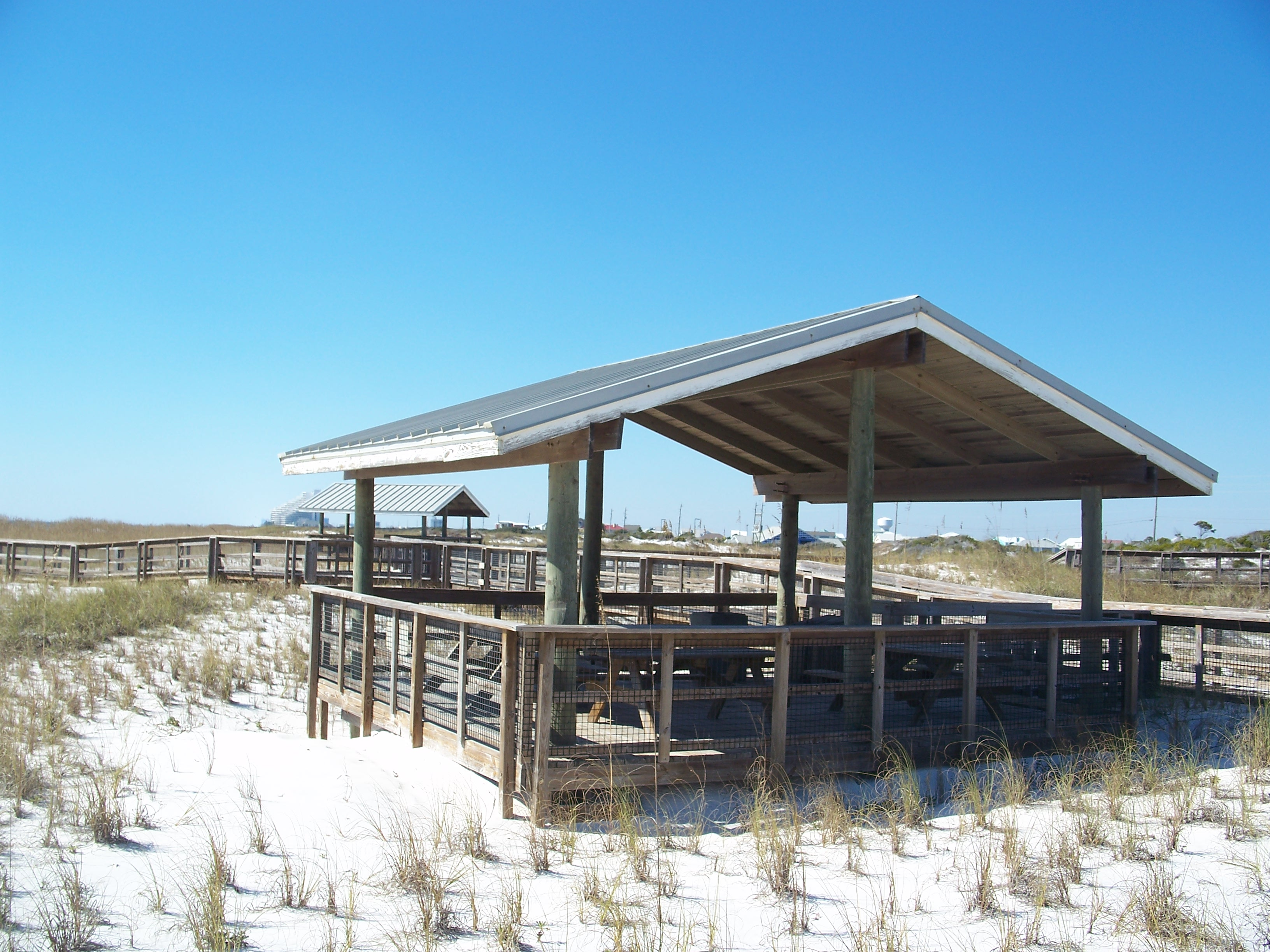
Крытая кабинка для пикника
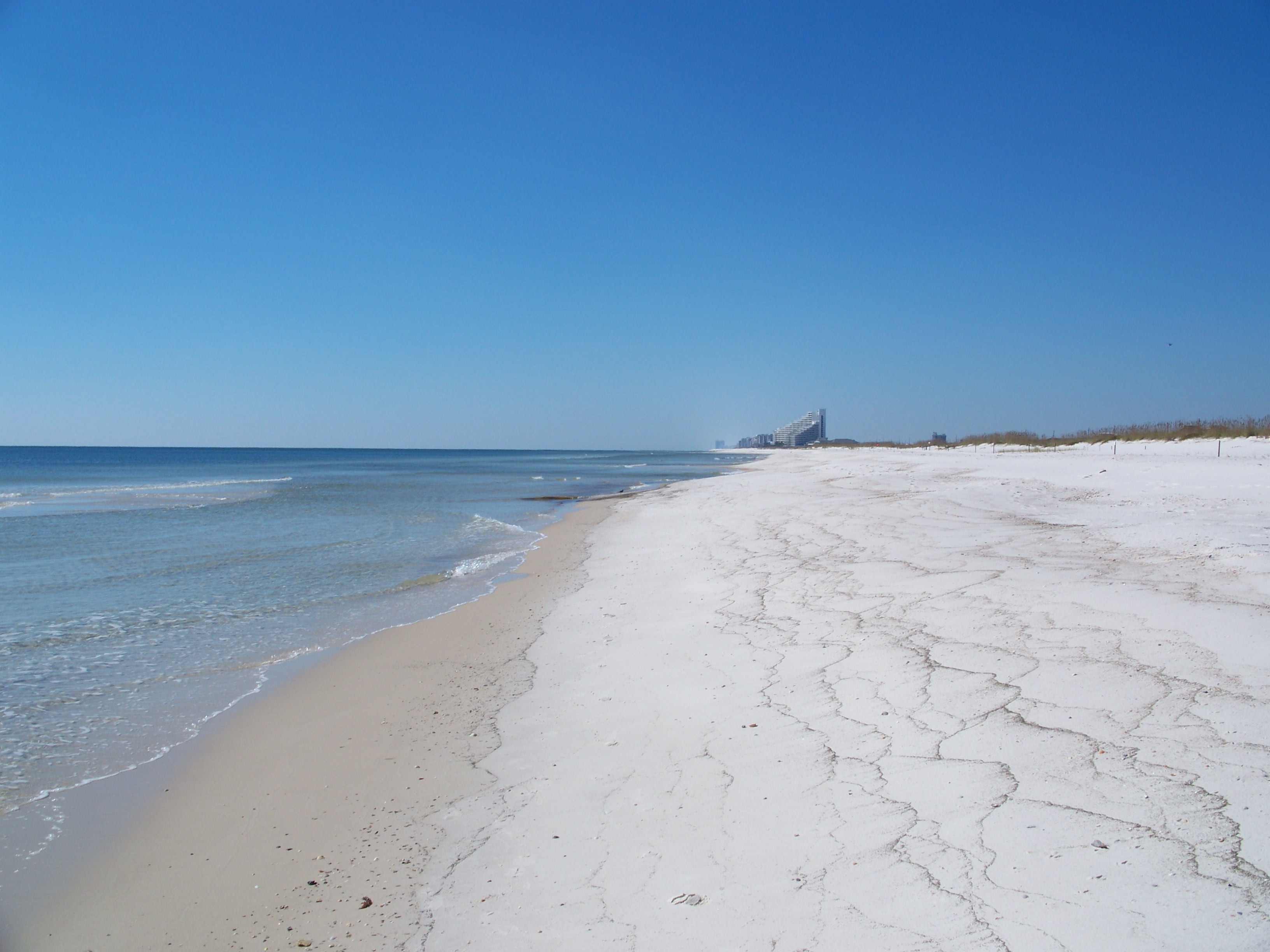
Пляж, вид на запад
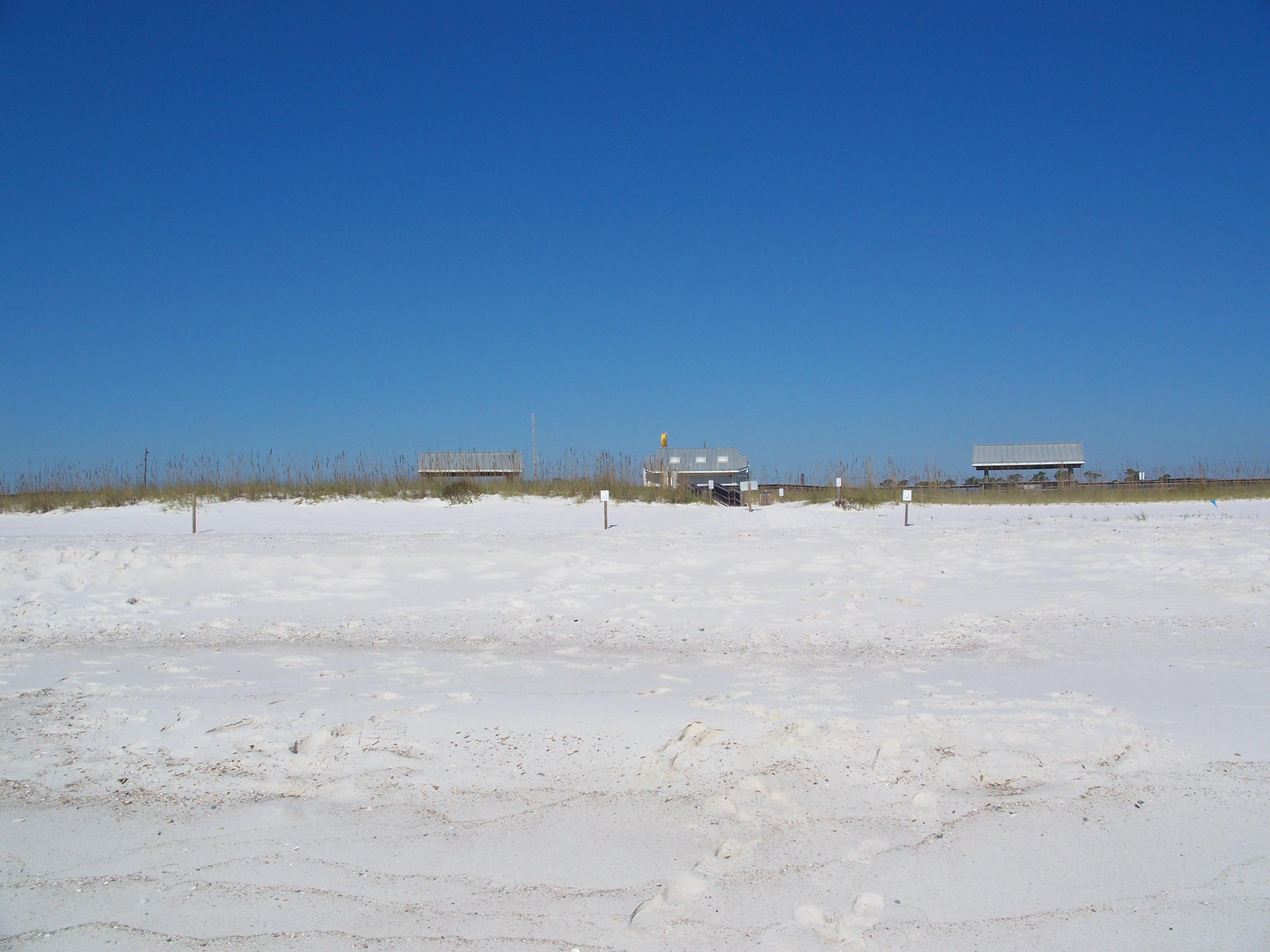
Пляж, вид на север